# Pravoslavný chrám svatého Cyrila a Metoděje (Chudobín)
Pravoslavný chrám svatého Cyrila a Metoděje je pravoslavný kostel v Chudobíně zasvěcený svatým Cyrilovi a Metodějovi vystavěný v letech 1934–1935. Kostel je zapsán na seznamu kulturních památek ČR.

## Historie
V roce 1924 byl v Chudobíně z iniciativy Josefa Žídka, faráře československé církve husitské, vysvěcen kostel sv. Cyrila a Metoděje. Protože farář Žídek inklinoval k pravoslaví, byl kostel vysvěcen jako ortodoxní. Během následujících let probíhal spor mezi církví husitskou a pravoslavnou, která teprve začínala své působení v čs. republice, o vlastnictví kostela. Ten v roce 1934 připadl československé církvi husitské.

Farář Žídek přešel k pravoslavné církvi a v letech 1934-1935 proto z jeho iniciativy vznikl nový pravoslavný kostel stejného zasvěcení. Stavba i vnitřní výzdoba byla svěřena architektovi Andreji Kolomackému. V srpnu 1942 v období heydrichiády byl kostel uzavřen.
Chrám je rovněž památníkem jugoslávského krále Alexandra I.
 O někdejším významu Chudobína pro pravoslavnou církev svědčí to, že až do druhé dekády 21. století existoval samostatný tzv. Chudobínský okružní protopresbyterát, který byl kolem roku 2018 v rámci restrukturalizace olomoucko-brněnské eparchie zrušen a přivtělen k olomouckému okružnímu protopresbyterátu. Chudobínská církevní obec byla administrativně zrušena k 28. únoru 2019 a stala se filiálkou církevní obce v Řimicích.